# Bernice Miracle
Berniece Inez Gladys Baker Miracle (Venice, 30 luglio 1919 – Asheville, 25 maggio 2014) è stata una scrittrice statunitense.

## Biografia
Nata nello Stato della California con il nome di Berniece Inez Gladys Baker era la sorellastra di Marilyn Monroe.
Sua madre, Gladys si sposò tre volte, dal primo marito John Newton Baker ebbe lei e suo fratello Robert Jasper "Jackie" Baker (16 gennaio 1918-16 agosto, 1933). Ben presto la coppia si separò. L'ex marito quindi fuggì con i bambini ma la madre riuscì a riprenderseli nello Stato del Kentucky.
Sposò Paris Miracle il 7 ottobre 1938, ebbero una figlia Mona Rae, nata il 18 luglio 1939. Nel testamento della sorellastra fu fra i beneficiari: ebbe 10.000 dollari. Nel 1990 suo marito Paris Miracle morì.
Miracle morì il 25 maggio 2014.

## Opere
- My Sister Marilyn, Miracle, Bernice Baker and Mona Rae Baker. editore Algonquin Books, prima edizione (1994). ISBN 1565120701